# Andrena pulverea
Andrena pulverea är en biart som beskrevs av Henry Lorenz Viereck 1916. Andrena pulverea ingår i släktet sandbin, och familjen grävbin. Inga underarter finns listade i Catalogue of Life.